# 2018 no ciclismo
Cronologia do ciclismo
2017 no ciclismo - 2018 no ciclismo - 2019 no ciclismo
A recompilação do ano 2018 no ciclismo.

## Por mês

### Janeiro
- : o Sul-Africano Daryl Impey consegue o Tour Down Under, primeira prova WorldTour da temporada. Avança à classificação geral Richie Porte e Tom-Jelte Slagter.

## Grandes voltas

### Volta de Itália
- Vencedor : Christopher Froome (Team Sky)
  - 2.º : Tom Dumoulin (Team Sunweb)
  - 3.º : Miguel Angel Lopez (Astana Pro Team)
- Classificação por pontos : Elia Viviani (Quick-Step Floors)
- Melhor escalador :  Christopher Froome (Team Sky)
- Melhor jovem :  Miguel Angel Lopez (Team Sky)
- Melhor equipa :  Team Sky

### Tour de France
- Vencedor : Geraint Thomas (SKY)
  - 2.º : Tom Dumoulin (Sunweb)
  - 3.º : Christopher Froome (SKY)
- Classificação por pontos :  Peter Sagan (Bora Hansgroe)
- Melhor escalador : Julian Alaphillipe (Quick-Step)
- Melhor jovem : Pierre Latour (AG2R)
- Melhor equipa :  Movistar
- Super-combativo : Dan Martin (UAE)

### Volta a Espanha
- Vencedor : Simon Yates (Mitchelton-Scott)
  - 2.º :  Enric Mas (Quick-Step Floors)
  - 3.º : Miguel Ángel López (Astana)
- Classificação por pontos : Alejandro Valverde (Movistar )
- Melhor escalador :Thomas De Gendt (Lotto-Soudal)
- Classificação da combinada : Simon Yates (Mitchelton-Scott)
- Melhor equipa : Movistar

## Principais clássicos

### Monumentos
| Carreira             | Vencedor        | Equipa            |
| -------------------- | --------------- | ----------------- |
| Milão-Sanremo        | Vincenzo Nibali | Bahrain-Merida    |
| Volta à Flandres     | Niki Terpstra   | Quick-Step Floors |
| Paris-Roubaix        | Peter Sagan     | Bora-Hansgrohe    |
| Liège-Bastogne-Liège | Bob Jungels     | Quick-Step Floors |
| Giro de Lombardia    | Thibaut Pinot   | Groupama-FDJ      |

### Clássicas World Tour maiores
- E3 Harelbeke :  Niki Terpstra (Quick-Step Floors)
- Gante-Wevelgem :  Peter Sagan (Bora-Hansgrohe)
- Amstel Gold Raça :  Michael Valgren (Astana Pro Team)
- Flecha Valona :   Julian Alaphilippe (Quick-Step Floors)
- Clássica de San Sebastián :   Julian Alaphilippe (Quick-Step Floors)
- EuroEyes Cyclassics :   Elia Viviani (Quick-Step Floors)
- Bretagne Classic :
- grande Prêmio Ciclista de Quebec :
- grande Prêmio Ciclista de Montreal :

### Novas clássicas WorldTour
- Cadel Evans Great Ocean Race :  Jay McCarthy (Bora-Hansgrohe)
- Omloop Het Nieuwsblad :  Michael Valgren (Astana Pro Team)
- Strade Bianche :  Tiesj Benoot (Lotto-Soudal)
- Através de Flandres : Yves Lampaert
- Grande Prêmio de Frankfurt :
- RideLondon-Surrey Classic :  Pascal Ackermann (Bora-Hansgrohe)

## Principais carreiras por etapas
- Tour Down Under :  Daryl Impey (Mitchelton-Scott)
- Volta de Abou Dhabi :  Alejandro Valverde (Movistar)
- Paris-Nice :  Marc Soler (Movistar)
- Tirreno-Adriático :  Michał Kwiatkowski (Team Sky)
- Volta à Catalunha :  Alejandro Valverde (Movistar)
  -  Volta ao País basco :  Primoz Roglic
- Volta a Romandia :
- Volta à Califórnia :  Egan Bernal Team Sky[1]
- Critérium do Dauphiné :  Geraint Thomas (Team Sky)
- Volta à Suíça :
- Volta à Polónia :
- / BinckBank Tour :
- Volta a Turquia :  Eduard Prades (Euskadi-Murias)
- Volta a Guangxi :  Gianni Moscon (Team Sky)

## Campeonatos

### Campeonato Mundial

#### Campeonato Mundial de ciclocross

##### Homens
- Wout Van Aert

## Principais óbitos
- : Lyli Herse, ciclista francesa a 90 anos
- : Karl-Heinz Kunde, ciclista alemão a 80 anos
- : Carlo Brugnami, ciclista italiano a 79 anos
- : Walter Boucquet, ciclista belga a 76 anos
- : Miguel Pacheco, ciclista espanhol a 86 anos
- : Arnaud Geyre, ciclista francês a 82 anos
- : Roger Rioland, ciclista francês a 93 anos
- : Eugène Van Roosbroeck, ciclista belga a 89 anos
- : Michael Goolaerts, ciclista belga a 23 anos
- : André Le Dissez, ciclista francês a 88 anos
- : Andrés Gandarias, ciclista espanhol a 75 anos
- : André Desvages, ciclista francês a 74 anos
- : Arie den Hartog, ciclista neerlandês a 77 anos
- : Nino Assirelli, ciclista italiano a 92 anos
- : Andreas Kappes, ciclista alemão a 52 anos
- : Armand de Las Cuevas, ciclista francês a 50 anos
- : Javier Otxoa, ciclista  espanhol a 43 anos
- : Jesús Rodríguez Magro, ciclista e director desportista espanhol a 58 anos
- : Alves Barbosa, ciclista português a 86 anos
- : Jimmy Duquennoy, ciclista belga a 23 anos
- : Dieter Kemper, ciclista alemão a 81 anos
- : Roger De Breuker, ciclista belga a 78 anos
- : Jonathan Cantwell, ciclista australiano a 36 anos
- : Gottfried Weilenmann, ciclista suíço a 98 anos
- : Lee Min-hye, ciclista surcoreana a 33 anos
- : Bernard Gauthier, ciclista francês a 94 anos
- : Jean Baldassari, ciclista francês a 92 anos